# Meentweg 47
De Meentweg 47 is een rijksmonument aan de Meentweg in Eemnes in de provincie Utrecht.
Tot de achttiende eeuw stond op deze plek de boerderij van Jan van Veeren, de ambachtsheer van Bunschoten. De muurankers geven aan dat de huidige boerderij dateert uit 1877. De symmetrische tuitgevel is voorzien van vlechtingen. In het bovenlicht van de voordeur bevindt zich een levensboom. Onder de opkamer is een kelder. Aan weerszijden van de voordeur zijn schuifvensters geplaatst.